# A1 Ethniki 2013-14
La A1 Ethniki 2013-14 fue la edición número 74 de la A1 Ethniki, la máxima competición de baloncesto de Grecia. La temporada regular comenzó el 12 de octubre de 2013 y los playoffs acabaron el 4 de junio de 2014. Los ocho mejor clasificados accederían a los playoffs. El Ilysiakos y el Ikaros Kallitheas descendieron a la A2 Ethniki.
El campeón fue el Panathinaikos, que lograba su trigésimo cuarto título, derrotando en la final al Olympiacos B.C. en cinco partidos.

## Equipos

### Ascensos y descensos
- Peristeri y Kavala descendieron al término de la temporada 2012-13.
- AENK y Trikala Aries ascendieron desde la A2 Ethniki.

### Equipos y localización
| Club             | Pos. 2013 | Temp. | Pabellón                               | Cap.   | Entrenador           |
| ---------------- | --------- | ----- | -------------------------------------- | ------ | -------------------- |
| AENK             | 1.º (A2)  | 1.º   | Zirineio Indoor Hall                   | 1,500  | Ilias Papatheodorou  |
| Apollon Patras   | 8.º       | 29.º  | Apollon Patras Indoor Hall, Patras     | 3,500  | Nikos Vetoulas       |
| Aris             | 6.º       | 60°   | Alexandrio Melathron, Salónica         | 5,500  | Milan Minić          |
| Ikaros Chalkidas | 7.º       | 4.º   | Kanithou Indoor Hall, Chalkida         | 1,600  | Dimitrios Priftis    |
| Ilysiakos        | 12.º      | 8.º   | Ilissia Indoor Hall, Zografou          | 1,700  | Dimitris Liogas      |
| KAOD             | 9.º       | 4.º   | Drama Indoor Hall, Drama               | 1,700  | Nenad Marković       |
| Kolossos         | 10.º      | 8.º   | Venetoklio Indoor Hall, Rodas          | 1,700  | Vassilis Fragkias    |
| Olympiacos       | 2.º       | 61.º  | Peace and Friendship Stadium, El Pireo | 12,000 | Georgios Bartzokas   |
| Panathinaikos    | 1.º       | 64.º  | OAKA Indoor Hall, Marousi              | 19,250 | Fragiskos Alvertis   |
| Panelefsiniakos  | 11.º      | 2.º   | Elefsina Indoor Hall, Eleusis          | 1,100  | Giorgos Skarafingas  |
| Panionios        | 3.º       | 47.º  | Nea Smyrni Indoor Hall, Nea Smyrni     | 2,000  | Ioannis Sfairopoulos |
| PAOK             | 5.º       | 57.º  | PAOK Sports Arena, Pylaia              | 10,000 | Soulis Markopoulos   |
| Rethymno Aegean  | 4.º       | 4.º   | Rethymno Indoor Hall, Rethymno         | 1,600  | Thanasis Giaples     |
| Trikala Aries    | 2.º (A2)  | 1.º   | Trikala Indoor Hall, Trikala           | 2,500  | Kostas Flevarakis    |

## Resultados

### Temporada regular
|     | Equipo           | J  | G  | P  | PF   | PC   | Dif. | Pts | Clasificación              |
| --- | ---------------- | -- | -- | -- | ---- | ---- | ---- | --- | -------------------------- |
| 1.  | Panathinaikos    | 26 | 25 | 1  | 2073 | 1648 | +425 | 51  | Clasificados para Playoffs |
| 2.  | Olympiacos       | 26 | 24 | 2  | 2119 | 1681 | +438 | 50  | Clasificados para Playoffs |
| 3.  | Panionios        | 26 | 18 | 8  | 1938 | 1826 | +112 | 44  | Clasificados para Playoffs |
| 4.  | PAOK             | 26 | 15 | 11 | 2064 | 1986 | +78  | 41  | Clasificados para Playoffs |
| 5.  | AENK             | 26 | 14 | 12 | 1880 | 1884 | -4   | 40  | Clasificados para Playoffs |
| 6.  | KAOD             | 26 | 13 | 13 | 2003 | 2021 | -18  | 39  | Clasificados para Playoffs |
| 7.  | Aris             | 26 | 12 | 14 | 1807 | 1802 | +5   | 38  | Clasificados para Playoffs |
| 8.  | Apollon Patras   | 26 | 11 | 15 | 1874 | 1960 | -86  | 37  | Clasificados para Playoffs |
| 9.  | Rethymno Aegean  | 26 | 10 | 16 | 1927 | 2023 | -96  | 36  |                            |
| 10. | Kolossos Rodou   | 26 | 10 | 16 | 1820 | 1956 | -136 | 36  |                            |
| 11. | Trikala Aries    | 26 | 9  | 17 | 1927 | 2046 | -119 | 35  |                            |
| 12. | Panelefsiniakos  | 26 | 7  | 19 | 1782 | 1980 | -198 | 33  |                            |
| 13. | Ilysiakos        | 26 | 7  | 19 | 1788 | 1945 | -157 | 33  | descienden a A2 Ethniki    |
| 14. | Ikaros Chalkidas | 26 | 7  | 19 | 1876 | 2120 | -244 | 33  | descienden a A2 Ethniki    |

### Playoffs
|  | Cuartos de final | Cuartos de final | Cuartos de final | Cuartos de final | Cuartos de final |    |               | Semifinales | Semifinales | Semifinales | Semifinales | Semifinales | Semifinales | Semifinales |              |               | Final        | Final        | Final        | Final        | Final        | Final | Final |  |
|  |                  |                  |                  |                  |                  |    |               |             |             |             |             |             |             |             |              |               |              |              |              |              |              |       |       |  |
|  |                  |                  |                  |                  |                  |    |               |             |             |             |             |             |             |             |              |               |              |              |              |              |              |       |       |  |
|  | 1                | Panathinaikos    | 88               | 82               |                  |    |               |             |             |             |             |             |             |             |              |               |              |              |              |              |              |       |       |  |
|  | 1                | Panathinaikos    | 88               | 82               |                  |    |               |             |             |             |             |             |             |             |              |               |              |              |              |              |              |       |       |  |
|  | 8                | Apollon Patras   | 61               | 67               |                  |    |               |             |             |             |             |             |             |             |              |               |              |              |              |              |              |       |       |  |
|  | 8                | Apollon Patras   | 61               | 67               |                  | 1  | Panathinaikos | 89          | 83          | 72          |             |             |             |             |              |               |              |              |              |              |              |       |       |  |
|  |                  |                  |                  |                  |                  | 1  | Panathinaikos | 89          | 83          | 72          |             |             |             |             |              |               |              |              |              |              |              |       |       |  |
|  |                  |                  | 4                | PAOK             | 83               | 77 | 65            |             |             |             |             |             |             |             |              |               |              |              |              |              |              |       |       |  |
|  | 4                | PAOK             | 4                | PAOK             | 83               | 77 | 65            | 70          | 79          |             |             |             |             |             |              |               |              |              |              |              |              |       |       |  |
|  | 4                | PAOK             |                  |                  |                  |    |               |             |             |             |             |             |             |             |              |               |              |              |              |              |              |       |       |  |
|  | 5                | AENK             | 66               | 75               |                  |    |               |             |             |             |             |             |             |             |              |               |              |              |              |              |              |       |       |  |
|  | 5                | AENK             | 66               | 75               |                  |    |               |             |             |             |             |             |             |             | 1            | Panathinaikos | 59           | 64           | 64           | 67           | 82           |       |       |  |
|  |                  |                  |                  |                  |                  |    |               |             |             |             |             |             |             |             | 1            | Panathinaikos | 59           | 64           | 64           | 67           | 82           |       |       |  |
|  |                  |                  | 2                | Olympiacos       | 56               | 89 | 69            | 65          | 71          |             |             |             |             |             |              |               |              |              |              |              |              |       |       |  |
|  | 2                | Olympiacos       | 2                | Olympiacos       | 56               | 89 | 69            | 65          | 71          | 77          | 74          |             |             |             |              |               |              |              |              |              |              |       |       |  |
|  | 2                | Olympiacos       |                  |                  |                  |    |               |             |             |             |             |             |             |             |              |               |              |              |              |              |              |       |       |  |
|  | 7                | Aris             | 44               | 59               |                  |    |               |             |             |             |             |             |             |             |              |               |              |              |              |              |              |       |       |  |
|  | 7                | Aris             | 44               | 59               |                  | 2  | Olympiacos    | 78          | 84          | 93          |             |             |             |             | Tercer lugar | Tercer lugar  | Tercer lugar | Tercer lugar | Tercer lugar | Tercer lugar | Tercer lugar |       |       |  |
|  |                  |                  |                  |                  |                  | 2  | Olympiacos    | 78          | 84          | 93          |             |             |             |             | Tercer lugar | Tercer lugar  | Tercer lugar | Tercer lugar | Tercer lugar | Tercer lugar | Tercer lugar |       |       |  |
|  |                  |                  | 3                | Panionios        | 43               | 58 | 90            |             |             |             |             |             |             |             |              |               |              |              |              |              |              |       |       |  |
|  | 3                | Panionios        | 3                | Panionios        | 43               | 58 | 90            | 83          | 81          |             |             |             | 4           | PAOK        | 65           | 81            | 57           | 84           |              |              |              |       |       |  |
|  | 3                | Panionios        |                  |                  |                  |    |               |             |             |             |             |             | 4           | PAOK        | 65           | 81            | 57           | 84           |              |              |              |       |       |  |
|  | 6                | KAOD             | 73               | 71               |                  |    |               |             |             |             |             |             |             |             |              |               | 3            | Panionios    | 60           | 63           | 75           | 80    |       |  |
|  | 6                | KAOD             | 73               | 71               |                  |    |               |             |             |             |             |             |             |             |              |               | 3            | Panionios    | 60           | 63           | 75           | 80    |       |  |
|  |                  |                  |                  |                  |                  |    |               |             |             |             |             |             |             |             |              |               |              |              |              |              |              |       |       |  |

### Galardones
| MVP de la A1 Ethniki - Dīmītrīs Diamantidīs – Panathinaikos MVP de las Finales - Dīmītrīs Diamantidīs – Panathinaikos Mejor jugador joven - Alexander Vezenkov – Aris Mejor defensor - Stéphane Lasme – Panathinaikos | Mejor entrenador - Soulis Markopoulos – PAOK BC Mejor quinteto - - D.J. Cooper, PAOK BC - Dīmītrīs Diamantidīs, Panathinaikos - Jonas Mačiulis, Panathinaikos - Giōrgos Printezīs, Olympiacos - Stéphane Lasme, Panathinaikos |